# مونتاکویلا
مونتاکویلا (به ایتالیایی: Montaquila) یک کومونه در ایتالیا است که در استان ایسرنیا واقع شده‌است. مونتاکویلا ۲۵ کیلومترمربع مساحت و ۲٬۴۷۱ نفر جمعیت دارد.